# آقای لینکلن جوان
آقای لینکلن جوان (انگلیسی: Young Mr. Lincoln) فیلمی در ژانر درام و زندگی‌نامه‌ای به کارگردانی جان فورد است که در سال ۱۹۳۹ منتشر شد.

## بازیگران
- هنری فوندا
- آلیس بردی
- Marjorie Weaver
- ریچارد کرامول
- دونالد میک
- ادی کوییلان
- وارد باند
- Eddie Collins
- اسپنسر چارترز
- ادوین ماکسول
- میلبورن استون
- آرلین ویلن
- چارلز هالتون
- فرانسیس فورد
- هارولد گودوین
- رابرت لووری
- راسل سیمپسون